# Planay (Côte-d’Or)
Planay ist eine französische Gemeinde mit 62 Einwohnern (Stand 1. Januar 2022) im Département Côte-d’Or in der Region Bourgogne-Franche-Comté. Sie gehört zum Arrondissement Montbard und zum gleichnamigen Kanton Montbard. 
Sie grenzt im Norden und im Osten an Savoisy, im Süden an Montbard, im Südwesten an Arrans und Asnières-en-Montagne und im Westen an Verdonnet.

## Bevölkerungsentwicklung
| Jahr                       | 1962 | 1968 | 1975 | 1982 | 1990 | 1999 | 2008 | 2016 |
| -------------------------- | ---- | ---- | ---- | ---- | ---- | ---- | ---- | ---- |
| Einwohner                  | 124  | 99   | 88   | 81   | 63   | 77   | 81   | 77   |
| Quellen: Cassini und INSEE |      |      |      |      |      |      |      |      |

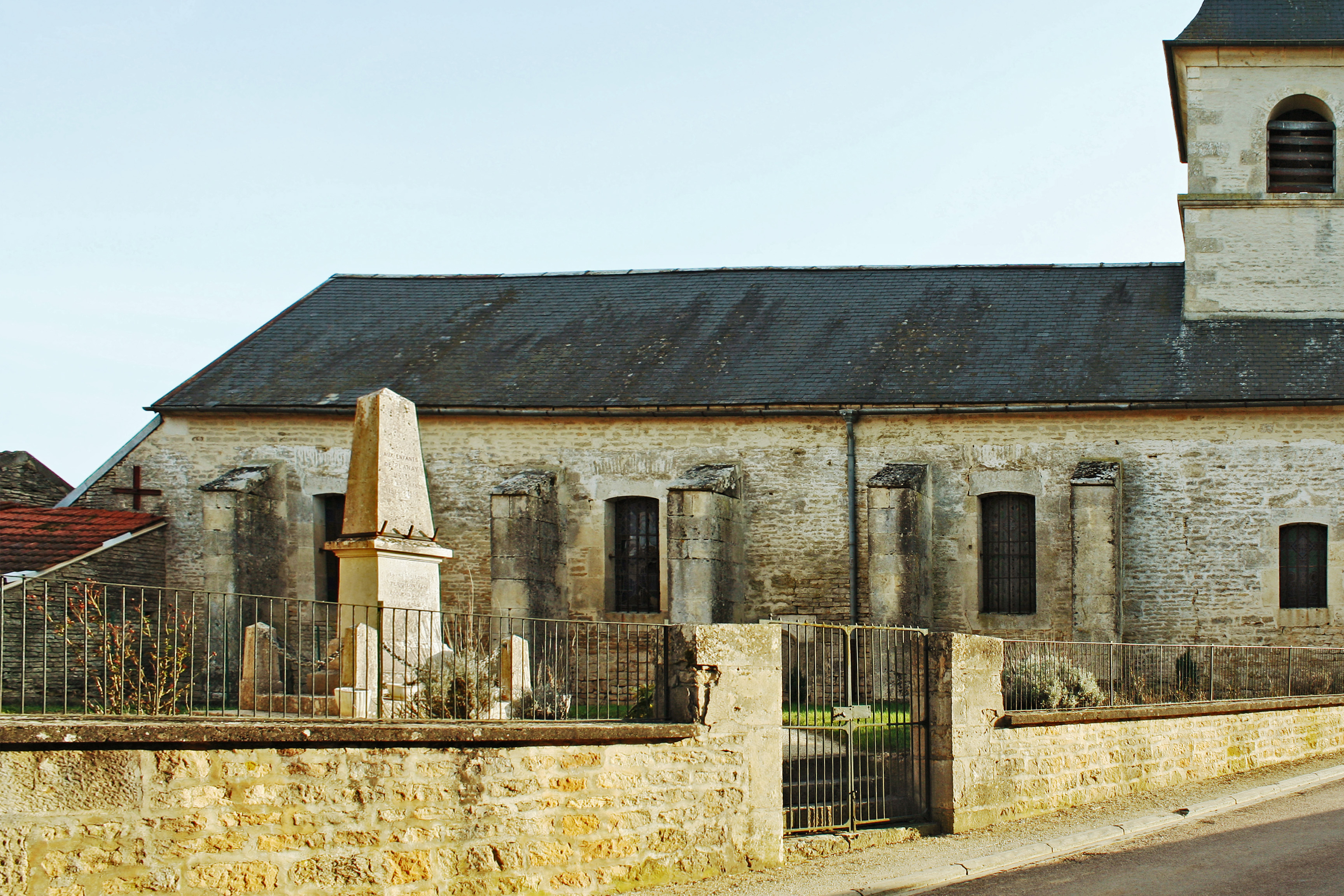
Kriegerdenkmal und Kirche
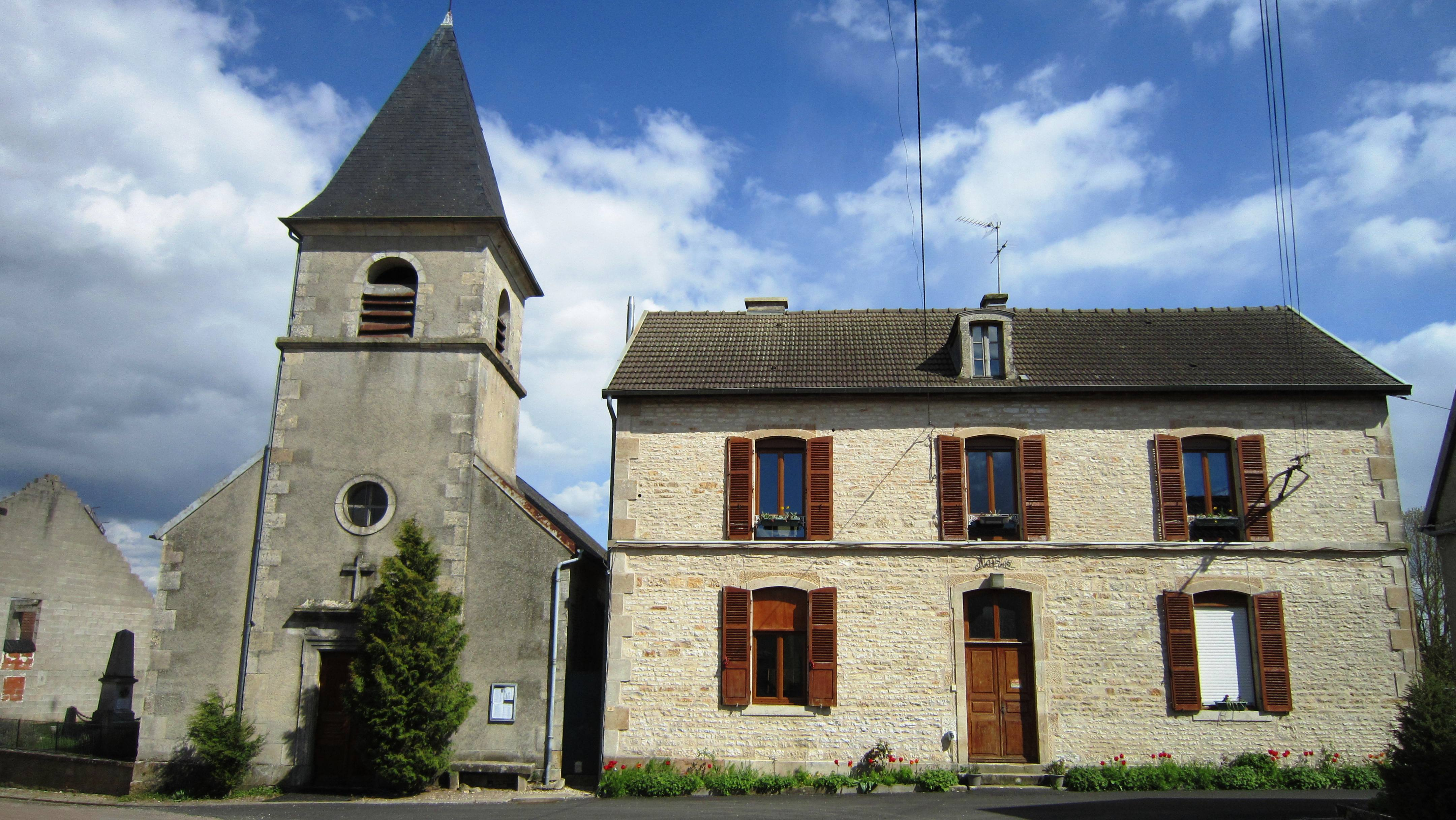
Kirche Saint-Laurent und die Mairie von Planay